# Президентские выборы в Таджикистане (2013)
Президентские выборы в Таджикистане 2013 — очередные выборы президента Республики Таджикистан, состоявшиеся 6 ноября 2013 года. Это были пятые президентские выборы в истории независимого Таджикистана. На выборах участвовали 6 кандидатов, в том числе действующий президент.

## Избирательная система
Президент Таджикистана избирается сроком на 7 лет. Явка должна составить не менее 50 % для признания результатов выборов действительными. Кандидаты в президенты должны представить в ЦИК 210 тыс. подписей (более 5 % от общего числа избирателей) в поддержку своей кандидатуры.

## Кандидаты

### Зарегистрированные кандидаты
В итоге Центральная комиссия по выборам и референдумам Республики Таджикистан зарегистрировала для участия на выборах 6 кандидатов от соответственно шести официально зарегистрированных в республике политических партий, которые были представлены в парламенте страны — Маджлиси Оли.
| Кандидат           | Партия                                      | Краткая информация |
| ------------------ | ------------------------------------------- | --- |
| Абдухалим Гаффоров | Социалистическая партия Таджикистана        | Педагог, лидер социалистов и депутат парламента. Второй раз подряд участвует на выборах. На предыдущих занял пятое место.                                                      |
| Исмоил Талбаков    | Коммунистическая партия Таджикистана        | Экономист, лидер коммунистов и депутат парламента. Второй раз подряд участвует на выборах. На предыдущих занял третье место.                                                   |
| Олимджон Бобоев    | Партия экономических реформ Таджикистана    | Учёный-экономист, лидер экономических реформистов и депутат парламента. Второй раз подряд участвует на выборах. На предыдущих занял второе место.                              |
| Саиджафар Исмонов  | Демократическая партия Таджикистана         | Экономист, лидер демократов и депутат парламента. Впервые участвует на выборах.                                                                                                |
| Толиббек Бухориев  | Аграрная партия Таджикистана                | Учёный-агроном, лидер аграриев и депутат Маджлиси Оли. Впервые участвует на выборах.                                                                                           |
| Эмомали Рахмон     | Народно-демократическая партия Таджикистана | Экономист, лидер народных демократов. Действующий президент с 1994 года, глава государства с 1992 года. Участвовал и побеждал подряд на предыдущих трёх президентских выборах. |

### Недопуск других кандидатов
На момент выборов, в Таджикистане существовало всего два официально зарегистрированных политических партий, которые считали себя и признавались многими реальной оппозицией. Это: Партия исламского возрождения Таджикистана и Социал-демократическая партия Таджикистана. Партия исламского возрождения Таджикистана решила выдвинуть на выборах кандидатом от себя известную правозащитницу и диссидентку Ойнихол Бобоназарову. Социал-демократическая партия Таджикистана позднее также поддержала кандидатуру Ойнихол Бобоназаровой, и она стала фактически единой кандидаткой от реальной оппозиции. Но она не была допущена к выборам, из-за чего две реальные оппозиционные силы решили бойкотировать выборы.

## Предвыборная кампания
Главный претендент Эмомали Рахмон практически не вёл предвыборную кампанию, которая в результате свелась к освещению в средствах массовой информации его визитов по стране. Другие кандидаты избегали критики деятельности президента Эмомали Рахмона.
За проведением выборов наблюдали представители Организации по безопасности и сотрудничеству в Европе, БДИПЧ [Бюро по демократическим институтам и правам человека] Международные наблюдатели оценили голосование как «спокойные и мирные выборы без реального выбора». Они также отметили многочисленные нарушения демократических процедур, включая минимальное освещение выборов, семейные и открепительные голосования, вбросы бюллетеней. Позитивно прошедшее голосование оценили только наблюдатели от СНГ.

## Результаты
| Кандидат                                                        | Партия                                      | Голосов   | В %   |
| --------------------------------------------------------------- | ------------------------------------------- | --------- | ----- |
| Эмомали Рахмон                                                  | Народно-демократическая партия Таджикистана | 3,023,754 | 83,92 |
| Исмоил Талбаков                                                 | Коммунистическая партия Таджикистана        | 181,675   | 5,04  |
| Толиббек Бухориев                                               | Аграрная партия Таджикистана                | 166,224   | 4,61  |
| Олимджон Бобоев                                                 | Партия экономических реформ Таджикистана    | 140,733   | 3,91  |
| Абдухалим Гаффоров                                              | Социалистическая партия Таджикистана        | 54,148    | 1,50  |
| Саиджафар Исмонов                                               | Демократическая партия Таджикистана         | 36,573    | 1,02  |
| Недействительные голоса                                         | Недействительные голоса                     | 36,949    | –     |
| Всего                                                           | Всего                                       | 3,640,056 | 100   |
| Явка избирателей                                                | Явка избирателей                            | 4,201,156 | 86,64 |
| Source: IFES Архивная копия от 9 ноября 2013 на Wayback Machine |                                             |           |       |

По окончательным официальным данным ЦИК республики, явка избирателей на выборах составила 86,64 %, что почти на 5 % ниже чем на предыдущих президентских выборах. По тем же окончательным официальным данным, действующий президент и лидер левоцентристов Эмомали Рахмон с большим отрывом от своих соперников выиграл на выборах, набрав 83,92 % голосов избирателей, и переизбран на очередной семилетний срок. Эмомали Рахмон юридически был переизбран на второй, последний срок (по итогам референдума 2003 года), но фактически был переизбран на четвёртый срок.
Второе место на выборах занял лидер коммунистов Исмоил Талбаков с 5,04 % голосов избирателей. Третье место занял лидер аграриев Толиббек Бухориев (4,61 %), четвёртое место — лидер экономических реформистов Олимджон Бобоев (3,91 %), предпоследнее пятое место занял лидер социалистов Абдухалим Гаффоров (1,50 %), а последним оказался лидер демократов Саиджафар Исмонов (1,02 %).

## Реакция на выборы и оценки
- По мнению наблюдателей от Бюро по демократическим институтам и правам человека ОБСЕ, выборы прошли в мирной обстановке, однако «характеризовались отсутствием плюрализма и свободы выбора у избирателей, и в целом, не соответствовали стандартам проведения демократических выборов». В качестве позитивных моментов этих выборов, наблюдатели ОБСЕ отметили деятельность ЦИК республики, направленную на усиление прозрачности и улучшении организации выборов. При этом, наблюдатели заявили о значительном количестве нарушений в работе участковых избирательных комиссий, в частности, были выявлены факты массового досрочного голосования, голосования семьями и группами лиц, признаки вброса бюллетеней, а также случаи нарушения инструкций в ходе подсчета голосов. По мнению этих же наблюдателей, государственные СМИ формально предоставили всем шести кандидатам равное количество времени для агитации, однако предвыборная деятельность действующего президента подвергалось тщательному освещению, что давало ему дополнительное преимущество. Также было отмечено отсутствие полноценных политических дебатов между кандидатами[6][7]